# Никитина, Лена Алексеевна
Ники́тина Ле́на Алексе́евна (31 января 1930, Болшево, Московская область — 18 мая 2014, Королёв, Московская область) — советский и российский педагог и писательница, одна из основоположников методики раннего развития, педагогики сотрудничества. Многие книги написаны в соавторстве с мужем, Борисом Павловичем Никитиным.

## Биография
Мать, Е. А. Литвинова, — учительница. Отец, А. Д. Литвинов, — военный инженер.
В 1948 году окончила Болшевскую среднюю школу с золотой медалью, в 1954 году — Московский областной педагогический институт.
Два года работала учительницей в селе Воеводское Алтайского края. С 1956 по 1960 — в московской железнодорожной школе № 40. С 1960 по 1980 — библиотекарь и заведующая Болшевской библиотекой.
Вместе с мужем, Борисом Павловичем,
вырастили и воспитали семерых детей.